# William James Bryan

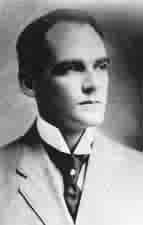
William James Bryan

William James Bryan (* 10. Oktober 1876 bei Fort Mason, Orange County, Florida; † 22. März 1908 in Washington, D.C.) war ein US-amerikanischer Jurist und Politiker (Demokratische Partei), der den Bundesstaat Florida im US-Senat vertrat.
Der im heutigen Lake County geborene William Bryan war der jüngere Bruder von Nathan P. Bryan, der von 1911 bis 1917 ebenfalls für Florida im US-Senat saß. Er besuchte die öffentlichen Schulen seiner Heimat und machte seinen ersten Abschluss 1896 am Emory College in Oxford (Georgia). Sein juristisches Examen bestand er 1899 an der Law School der Washington and Lee University in Lexington (Virginia), woraufhin er im selben Jahr in die Anwaltskammer aufgenommen wurde und in Jacksonville zu praktizieren begann. Von 1902 bis 1907 war er als Solicitor für das Kriminalgericht im Duval County tätig.
Nach dem Tod von US-Senator Stephen Mallory Jr. am 23. Dezember 1907 wurde Bryan von Gouverneur Napoleon Broward zu dessen Nachfolger im Kongress berufen. Er nahm sein Mandat in Washington ab dem 26. Dezember 1907 wahr, erlag aber bereits knapp vier Monate später, am 22. März 1908, einer Typhuserkrankung. William Bryan, der in Jacksonville beigesetzt wurde, ist damit bis heute der jüngste während seiner Amtszeit verstorbene Senator.